# Towada (jezioro)
Towada (jap. 十和田湖 Towada-ko) – jezioro wulkaniczne w Japonii, na wyspie Honsiu, w górach Ōu, na granicy prefektur Aomori i Akita w parku narodowym Towada-Hachimantai. Powierzchnia 61,1 km², maksymalna głębokość 327 m. Z Towady wypływa rzeka Oirase-gawa.  Wykorzystywane do rybołówstwa (pstrąg) i turystyki.
Na jezioro składają się dwie kaldery, z których pierwsza powstała ok. 13 000 lat temu, a druga ok. 3 000 lat temu.